# Kohout (Miroslav Jirava)
Kohout, nazývaný také Herní prvek Kohout nebo Dětská prolézačka, je barevná exteriérová betonová armovaná plastika umístěná v městském parku Smetanovy sady v krnovské části Pod Bezručovým vrchem.

## Historie a popis díla
Zoomorfní plastiku Kohout vytvořil v roce 1960 český sochař Miroslav Jirava (1931–2002), který měl v Krnově v letech 1960-1964 svůj ateliér. Abstraktní červeno-bílé nadčasové dílo socialistického realismu ztvárňuje kohouta. Původně vzniklo jako prolézačka na dětském hřišti ve Smetanových sadech. Dílo bylo restaurováno v roce 2014. Plastika již dle současné harmonizované přísné bezpečnostní legislativy nevyhovuje jako prolézačka pro děti a je již jen uměleckým dílem. Vstup dětí na Kohouta už je tedy jen na vlastní nebezpečí.
| Přibližné rozměry díla |        |
| Výška                  | 4,6 m  |
| Šířka                  | 5,08 m |
| Hloubka                | 4,6 m  |

## Další informace
Dílo je celoročně volně přístupné. V Krnově se také nachází další dílo od stejného autora s názvem fontána Rodina.

## Galerie

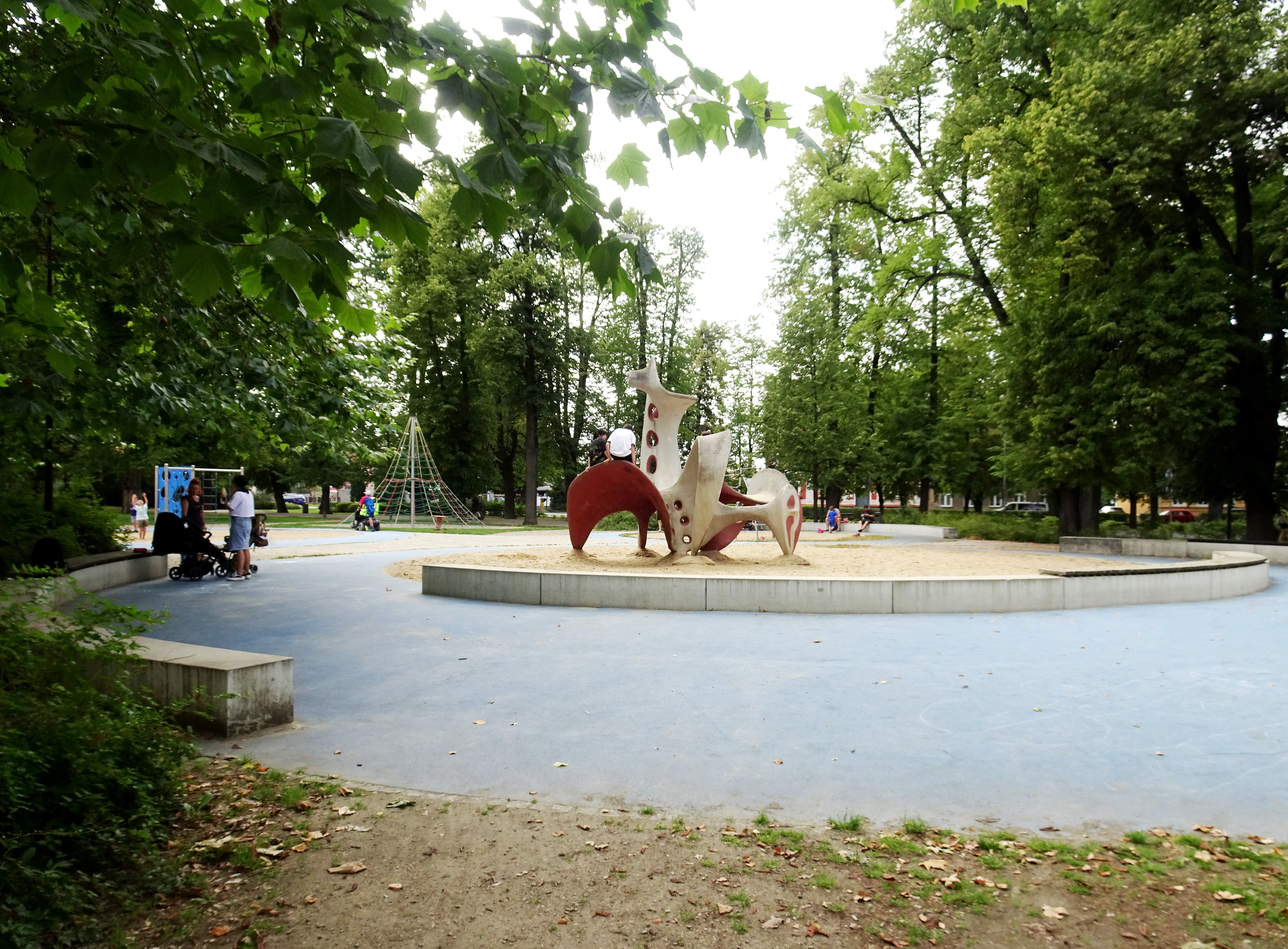
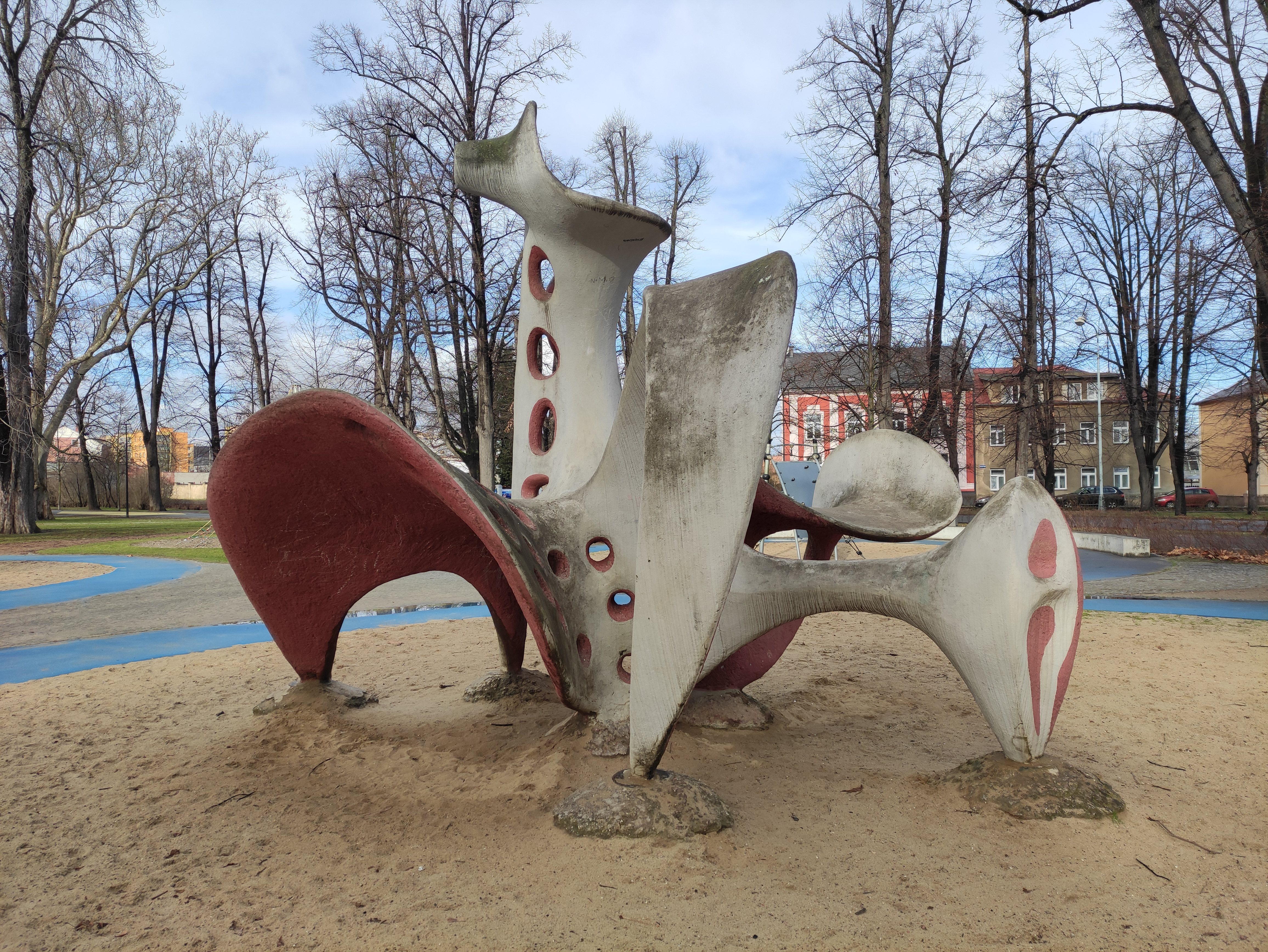
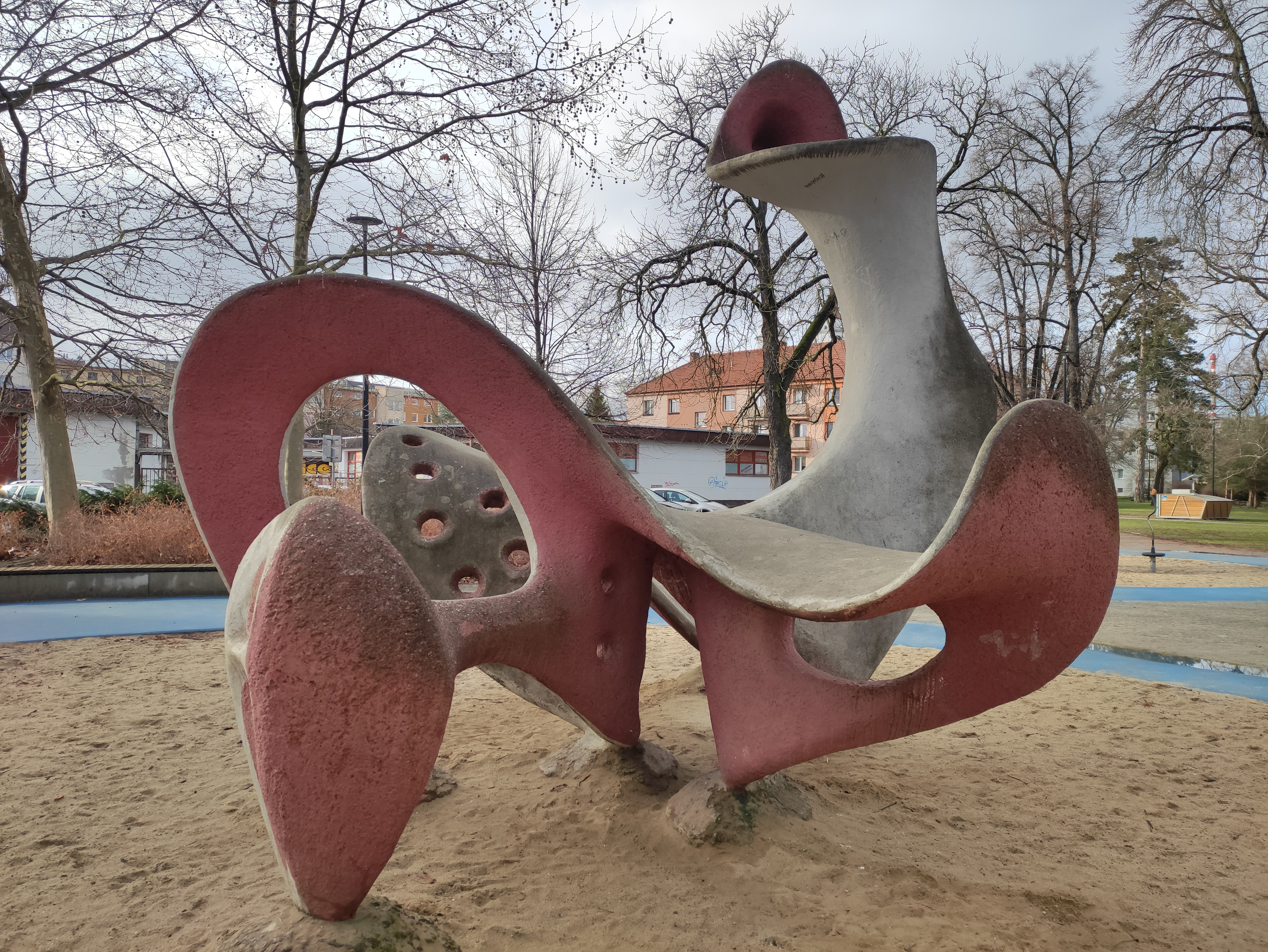